# Zongozotla
Zongozotla es una localidad del estado mexicano de Puebla. Es cabecera del municipio de Zongozotla.

## Demografía
| Censo | Población |
| ----- | --------- |
| 1900  | 1 370     |
| 1910  | 1 491     |
| 1921  | 1 421     |
| 1930  | 1 463     |
| 1940  | 1 489     |
| 1950  | 1 527     |
| 1960  | 1 700     |
| 1970  | 2 111     |
| 1980  | 2 946     |
| 1990  | 3 377     |
| 1995  | 3 621     |
| 2000  | 4 106     |
| 2005  | 4 090     |
| 2010  | 4 266     |
| 2020  | 4 229     |